# Daptonema
Daptonema är ett släkte av rundmaskar. Daptonema ingår i familjen Xyalidae.
Släktet innehåller bara arten Daptonema setosa.